# Bess Myerson
Pour les articles homonymes, voir Myerson.
Bess Myerson (16 juillet 1924 - 14 décembre 2014) est une femme politique américaine, mannequin et actrice de télévision qui devient célèbre, en 1945, en devenant la première Miss America juive (en).
Son succès, au lendemain de la Shoah, est considéré comme une affirmation de la place juive dans la vie américaine,. Elle est une héroïne pour la communauté juive, considérée comme « la plus célèbre jolie fille depuis la reine Esther ».
Bess Myerson a fait de fréquentes apparitions à la télévision, dans les années 1950 et 1960. Elle a été commissaire au gouvernement de la ville de New York, a siégé à des commissions présidentielles, des années 1960 aux années 1980, et s'est présentée sans succès au Sénat des États-Unis. Sa carrière dans la fonction publique prend fin à la fin des années 1980, lorsqu'elle est accusée de corruption et de complot. Elle est acquittée à l'issue d'un procès très médiatisé.

## Biographie
Bess Myerson est née le 16 juillet 1924 dans le Bronx à New York, aux États-Unis. Elle est la fille de Louis Myerson et Bella (née Podell), qui étaient des immigrants juifs de Russie. Son père travaillait comme peintre en bâtiment, bricoleur et charpentier. Après la naissance de Bess, la famille déménage du Bronx Sud (en) à Shalom Aleichem Houses (en), un complexe coopératif d'appartements, dans le nord du Bronx,. Elle a trois frères et sœurs : une sœur cadette, Helen, une sœur aînée, Sylvia, et un frère, Joseph, qui est mort à l'âge de trois ans, avant la naissance de Myerson,. Son éducation met l'accent sur l'importance de l'érudition et non sur la beauté physique. En plus des commerçants, ses voisins comprennent des poètes, des écrivains et des artistes. Bess Myerson atteint sa taille adulte à l'âge de 12 ans. Elle se révèle bien plus grande que d'autres enfants et dira qu'elle se sentait « gauche et maladroite » pendant sa préadolescence. Bess se souvient que l'un de ses pires souvenirs d'enfance a été de jouer le personnage d'Olive Oyl au côté de Popeye, dans une pièce de théâtre de l'école primaire,.
Elle commence à étudier le piano à l'âge de neuf ans et était dans la deuxième classe de la High School of Music & Art (en) de New York, en 1937, obtenant son diplôme en 1941. Elle poursuit ses études au Hunter College, où elle obtient un baccalauréat en arts, en musique, avec distinction en 1945,,. Pour subvenir à ses besoins et à ceux de sa famille, pendant ses études au collège, elle donnait des leçons de piano à 50 cents l'heure et travaillait comme conseillère en musique dans un camp de vacances pour filles au Vermont,.

## Miss America
À l'âge de 21 ans, Bess Myerson mesure 1,78 m et a les « cheveux bruns luxuriants ». Elle est inscrite au concours Miss New York City, à son insu, par John C. Pape, un photographe amateur et magnat de l'acier à la retraite qui l'avait employée comme modèle alors qu'elle était au collège. Lorsque sa sœur, Sylvia, qui connaissait Pape, lui parle du spectacle, Bess se met en colère parce qu'elle trouve l'industrie de la beauté « humiliante ». Cependant, Sylvia la persuade de participer à la compétition, ce qu'elle fait avec un maillot de bain emprunté.

## Télévision et politique
Quelques années après l'avoir entendue parler, lors d'un événement de l'Anti-Defamation League, le producteur de télévision Walt Framer engage Bess Myerson pour l'émission de jeux The Big Payoff (en). Elle est la dame au vison qui a conçu le manteau de vison du grand prix, et présente les invités et les prix, tout au long du programme, de 1951 à 1959,. Reconnue pour son esprit et son travail acharné, ainsi que pour sa beauté, Myerson a été intervenante dans l'émission The Name's the Same (en), en 1954 et, de 1958 à 1967, intervenante à I've Got a Secret (en). Elle remplace régulièrement Dave Garroway dans l'émission Today. Elle a également été l'animatrice de l'émission du concours Miss America, de 1954 à 1968.

### Source de la traduction
- (en) Cet article est partiellement ou en totalité issu de l’article de Wikipédia en anglais intitulé « Bess Myerson » (voir la liste des auteurs).